# 莫律祺
莫律祺（英語：Richard Motsch； 1937年—），毕业于意大利博洛尼亚大学法学系，德国汉学家、吉森大学法律系教授。

## 生平
1937年，莫律祺出生在德国。1964年，莫律祺取得意大利博洛尼亚大学法学博士学位。1982年，博洛尼亚大学授予其教授资格。一直以来，莫律祺主要在德国政府部门任职，并且兼任德国吉森大学法律系教授。杨绛和莫律祺的妻子莫芝宜佳是朋友，杨绛曾邀请他们夫妻二人协助整理钱锺书的外文笔记。